# Shahrestān-e Rafsanjān
Shahrestān-e Rafsanjān (persiska: شهرستان رفسنجان, رفسنجان) är en delprovins (shahrestan) i Iran.   Den ligger i provinsen Kerman, i den centrala delen av landet, 700 km sydost om huvudstaden Teheran.
Delprovinsen hade 311 214 invånare 2016.